# Оссен Клонморский
Оссен, Оссейн (Ossene, Ossein) — кельтский ирландский святой VI века, игумен Клонморский. День памяти — 1 января.
Святой Оссен, был сыном Келлаха из Клонмора, графство Лут (Ceallach, of Clonmore, County of Louth). Этот приход и эта местность располагаются на бывшей территории Кианахта Арда (Cianachta Arda), Клонмор находится в современном баронстве Феррард (Ferrard). 
Святой Оссен подвизался в период, когда св. Колумкилле основал или восстановил Клуан-мор-фернарда (Cluain-mor-fernarda), что на территории Брегии (Bregia), и поставил святого возглавлять этот монастырь.